# Guanfacina
La guanfacina es un antihipertensivo derivado de la fenilacetilguanidina. Es un agonista adrenérgico más selectivo
por los receptores α2A que la clonidina. Al igual que esta, disminuye la presión arterial al activar a los receptores del tallo encefálico, con supresión de la actividad simpática.
La guanfacina y la clonidina parecen tener eficacia semejante en el tratamiento de la hipertensión. Los efectos adversos son similares con ambos fármacos, aunque se ha sugerido que algunos de estos efectos pueden ser más leves y ocurrir con menos frecuencia si se administra guanfacina.

## Otros usos
Hoy la Guanfacina se ha reposicionado para tratar el trastorno por déficit de atención con hiperactividad y, aunque se ignora el mecanismo de acción, se sabe que no es un estimulante como el metilfenidato. Se ha propuesto que el fármaco afecta los receptores en las partes del cerebro que conducen al fortalecimiento de la memoria de trabajo, a la reducción de la distracción y a la mejora de la atención y el control de los impulsos. La guanfacina es metabolizada principalmente por la isozima 3A4 del citocromo P450 (CYP3A4).
En un estudio se notó que una sola administración diaria de guanfacina al acostarse mejora el sueño y el estado de ánimo durante la abstinencia de cannabis en comparación con el placebo.
Se siguen contemplando, gracias a otro estudio, las implicaciones del fármaco como adyuvante en personas que desean dejar de fumar. La normalización de la señalización de la dopamina, inducida por la guanfacina, puede ser un mecanismo mesocortical importante que contribuye a su capacidad para ayudar a que las personas fumadoras abandonen el hábito.
Puede haber síndrome de abstinencia después de la interrupción repentina de su administración, pero parece ser menos frecuente y más leve que el síndrome de abstinencia de clonidina. Al parecer, parte de esta diferencia se relaciona con la semivida más larga de la guanfacina.

## Uso en embarazo y lactancia
Embarazo
Aunque los datos limitados sobre el embarazo humano para la guanfacina no han mostrado toxicidad en el desarrollo, en caso de que esté indicado un antihipertensivo se deben usar otros agentes con mayor experiencia en el embarazo. La guanfacina cruza la placenta en animales, pero esto no ha sido estudiado en hembras humanas. El peso molecular (alrededor de 247 para la base libre) es lo suficientemente bajo para esperar una exposición del embrión y el feto.
En el Reino Unido el fármaco no debe ser recetado a embarazadas, sin embargo, en Estados Unidos puede usarse si no hay opción (Categoría B).
Lactancia
No se han localizado reportes que describan el uso de guanfacina durante la lactancia humana. El peso molecular es lo suficientemente bajo como para esperar la excreción en la leche humana. El efecto de esta exposición en un lactante es desconocido. La guanfacina reduce las concentraciones séricas de prolactina en algunos pacientes y, en teoría, podría causar la inhibición de la secreción de leche.